# Whetstone, Arizona
Whetstone é uma Região censo-designada localizada no estado americano de Arizona, no Condado de Cochise.

## Demografia
Segundo o censo americano de 2000, a sua população era de 2354 habitantes.

## Geografia
De acordo com o United States Census Bureau tem uma área de
30,6 km², dos quais 30,6 km² cobertos por terra e 0,0 km² cobertos por água.

## Localidades na vizinhança
O diagrama seguinte representa as localidades num raio de 28 km ao redor de Whetstone.